# 鎌田崇暉
鎌田 崇暉（かまた すうき、1928年2月28日 - 2018年10月2日）は、日本の書家。旧名は勉。血液型はAB型。 

## 書家としての経歴
幼少期より聖福寺 汲古老師より書の手ほどきを受け、学ぶ。
昭和60年「道」を在サンフランシスコ日本国総領事館へ寄贈。
平成元年 九州銀行 井尻支店にて個展を開催。
平成2年 「室内一蓋灯」を篠栗町 大日寺へ奉納。
平成14年 「開」を太宰府天満宮に献書。
平成15年 「開」を宮地嶽神社に奉納。
平成17年 「龍」をアルテーナ ボルゲーゼ宮殿に寄贈。
平成18年 「鷹」をアルテーナ ボルゲーゼ宮殿に寄贈。
平成18年 「○笑」を日伊協会に寄贈。

## 人物像

### 生い立ち
昭和3年2月28日生まれ。鎌田米吉、鎌田よし乃の三男として福岡県福岡市博多区御供所町に生まれる。
幼少の頃より聖福寺の汲古老師より書の手ほどきを受け、学ぶ。円覚寺にて茶道南方流の初伝、皆伝の免状を受ける。汲古老師の書とその所作に魅せられた崇暉は、それから書に没頭していく。寺に行っては汲古老師の隣で筆をとり、師の一挙手一投足に注視しながら書の技術を会得していった。
父が営む鎌田製作所（鐵工所、日本専売公社（現在のJT）の樟脳油搾油機の部品製造会社を創業）軍需工場で終戦まで働く(18歳)。 

### 会社員時代
終戦後に鎌田製作所は廃業。数社の転職の後に九州松下電器協力工場である福松工業所の工場長に就任。
36歳で鎌田秀子と結婚し、翌年に息子 崇裕が誕生(当時36歳)。 

### 独立、創業時代
福松工業所を退職して、カマタコンプレッサを個人事業で創業(当時46歳)。オイルショックで仕事が減り、大変だった時期を工場長として乗り越え実績となった。自分の年齢と子供の年齢を考えると、定年の後の教育費などの負担を考えるとサラリーマンでは厳しくなると思い独立を模索。当時工場にコンプレッサがあり（必需品）それが止まるとエアー工具などが使えなくなり、工場が止まる。至急のサービスを依頼するがすぐには来れないことが多く困っていた、急ぎの時にコンプレッサを自分で修理、上手くいくコンプレッサメーカーのサービス講習を受けて独立。退職届けを出すと、九州松下電器の青沼専務から「厳しい景気の時期を乗り切ってこれから九松はよくなる。なので一緒にやろう。」と留意される。しかし、本人の独立の意思が固いことがわかると、「今まではビジネスとして話をしてきたけど、これからは友達として話をします。鎌田さん、独立しなさい、すぐに。そして、九松の関連にも営業に行って、私の名前もフルに使ってください。」と応援してもらった。名前を使うことはしなかったが、九松の工場、協力工場には様々に営業開拓をした、そして九松のコンプレッサのメンテナンスをしているということが、信用に繋がり、地元企業の工場のコンプレッサのメンテナンスや販売が進むようになる。 

### 新製品の発明
バブル経済崩壊後、売上が徐々に厳しくなるタイミングで息子 崇裕が入社。業績を上げるため、様々な販売事業に挑戦するも上手くいかず断念。何か他者よりも優れているところに注力しないといけないと気づき、自社の強み弱みを分析。過去の販売で評価されていることがコンプレッサドレンの分離除去の提案営業とその分野の商品の販売だった。
従来の空圧機器メーカーの商品を販売していたが、それでも現場には解決出来ていない水(ドレン)の問題がある＝解決されていない事に注力することを決めて、それを解決する可能性のある商品を仕入れ開拓する良さそうな商品があったが、実際に販売してみると性能が低くクレームになる。商品を分解してみると、これでは性能は出ないだろうと思われる構造だったので、それを改良してクレーム対応する。崇暉が自分で作ってみたいと言い出す、ここから親子で自社開発がスタート。試作を重ね、コンプレッサの顧客でのテスト、改良を繰り返す。圧縮空気清浄機 KAMACON15(後のWELL AIR)を開発、特許申請。その後、業績が伸びる。
1989年 有限会社へ組織変更。1988年 有限会社 カマタテクナスへ社名変更。1999年 株式会社 カマタテクナスとして組織変更。 

### 書家としての歩み
この間、書に対する情熱を失っておらず、正月になると取引先数社の年始の書「迎春」などを依頼されるようになる。やがて毎年の年賀状に自らの書を印刷して送るようになる。展覧会の開催や神社仏閣へ奉納、献書。
九州銀行 井尻支店にて個展を2度開催。
城戸筑山に師事して入選果たすが、お手本通りに書かないと評価されない事が納得出来なくなり、入選を果たしたので辞める。以後は我流にて書を追求する。独自の手法として、数種類の筆を独自のバランスで組み合わせて一つの筆として使うようになり、大きな一文字の書を多く書くようになる。書の揮毫を崇暉に変更。 

### 晩年開花
2005年 (株)カマタテクナス顧問の青木の紹介で彫刻家 奥村信之に書を見てもらう機会を得る。崇裕が事情を説明して、書を書くように話をするが、中々筆が進まない。奥村の個展のパンフレットとその資料をアトリエで渡す。あとでそれを読んで、これは並々ならぬ芸術家だと感じ。半端なものは見せれないと思う。「龍」「夢」「風」を書いて準備をする。「書は専門家ではないので詳しくはわからないが、これはいいものです、素晴らしいです」と評価。その評価で十分だったので、「もし良かったら１点差し上げますのでお持ち帰りください」と告げると「これは私がもらうよりも、イタリアの貴族でボルゲーゼ家をいうところがあり、そこの本家の宮殿に寄贈しませんか？」とのこと。
同年のクリスマスにボルゲーゼ家（アルテーナ市）に「龍」を寄贈。
翌年の2006年 崇暉と崇裕でイタリア ボルゲーゼ宮殿で書の実演を行う。奥村、在バチカン日本大使夫妻、日伊協会会長夫妻等の参加。

### 臨死体験
鐵工所の動力ベルトに服を巻き取られ、大怪我をする。綺麗な花畑が現れ、神々しいお坊さんの顔が現れる、ありがたいと手を合わせると、そのお坊さんの顔が急に大きく近づいて来たら、目が覚めてて大怪我をしていた、母親が「死んでる」と言ったのが聞こえて、「死んどらん」と答え、生きていることが伝わる。

### 落雷体験
この当時工場で雷雨の日に鉄パイプを拾って手にした瞬間に雷が落ちて、手元のパイプから青白い炎が出る、その後病院行くが、問題なし。

### 太宰府移住
太宰府市連歌屋に家を建てる。他の場所に決めようとしたが息子の崇裕（当時6歳）が大反対をしたので他を探した。その中で太宰府を見た時に崇裕がここがいいと主張したので決定した。独立と同時に住宅ローンを抱えてのスタートで大変だった。

### シャッター事故
創業半年後にシャッターの支柱が倒れて来て、頭に当たり入院。その後、従業員ゼロにし、妻が事務（主に経理と受付）で参加。

### 在サンフランシスコ日本国総領事館に書を寄贈
息子の崇裕が大学2年生の時に渡米。そのまま滞在して連絡が取れなかったため、探しにサンフランシスコ領事館にまで行き、息子との再会を果たす。しかし、そのまま崇裕は米国にそのまましばらく滞在することになった。その後、お世話になったサンフランシスコ領事館の領事に「道」の書を寄贈、領事がとても気に入り、領事館に展示して、代々このエピソードと共に掲載続けるように指示。

## 主な作品
- 「道」,1985,鎌田 崇暉,サンフランシスコ領事館に寄贈。
- 「開」,2002,鎌田 崇暉,太宰府天満宮に献書。
- 「龍」.2005,,鎌田 崇暉,アルテーナ ボルゲーゼ宮殿。

## 系譜
黒田藩の支藩 秋月藩が出来る時に福岡藩からついていったのが本家の先祖。幕末の鎌田家に吉田松陰直筆の菊の墨絵が蔵にあり、山口の資料館で鑑定したところ本物と判明。明治に変わると、髷(まげ)をいつまでもしているのは古いと自らも髷を落とした後、同僚が寝ている時に全員の髷を落とした。桜田門外の変の目撃者、福岡藩邸が近い。